# Tilda
Tilda (~) znak je (grafem) koji se rabi u više jezika/struka s različitim svrhama.
- u španjolskom jeziku tilda iznad slova označava njegovu nazalizaciju (npr. N /n/ u Ñ /nj/)
- u matematici i fizici se tilda često rabi kao zamjena za znak ≈ (približno, odnosno red veličine)
- na wikipediji ga rabimo za potpis, ako su 3 (samo suradničko ime) ili 4 (ime i vrijeme uređivanja)

Na hrvatskoj tipkovnici tilda se dobiva kombinacijom tipki AltGr + 1. AltGr se nalazi razmaknici s desne strane

## Vanjske poveznice
|  | Zajednički poslužitelj ima još gradiva o temi Tilda |